# USS Bunker Hill (CV-17)
USS Bunker Hill (CV-17) — американский авианосец типа «Эссекс» времён Второй мировой войны. Назван в честь битвы при Банкер-Хилле.

## История

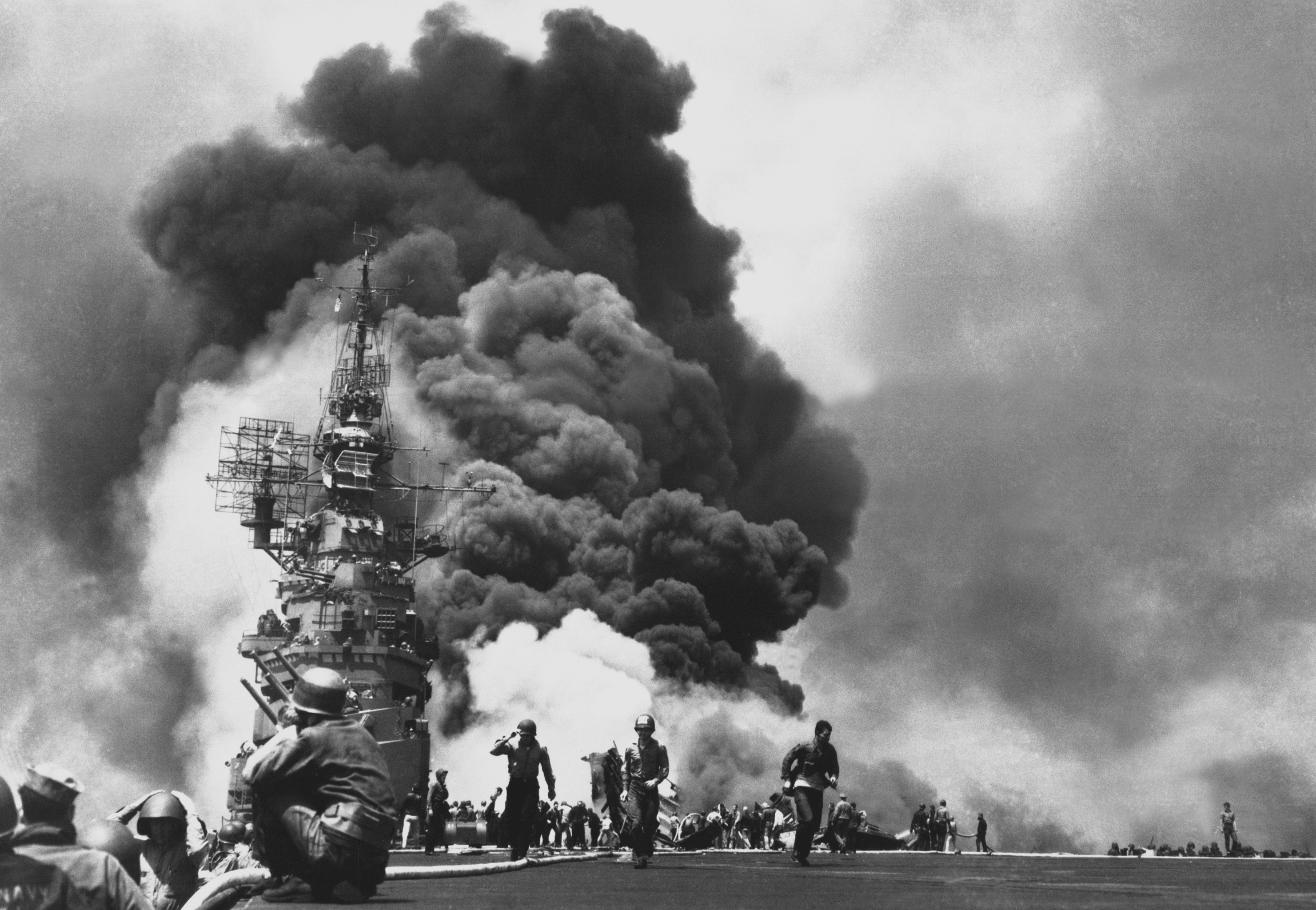
Авианосец горит после попадания в него камикадзе. Окинава, 11 мая 1945 года

Заложен 15 сентября 1941 года на верфи Fore River Shipyard. Спущен на воду 7 декабря 1942 года. Введен в строй 24 мая 1943 года. Участвовал в сражениях против Японии на Тихоокеанском театре военных действий, получив 11 боевых звезд. Во время битвы за Окинаву 11 мая 1945 года получил тяжелые повреждения в результате атаки камикадзе. Отремонтирован в США и 9 января 1947 года выведен в резерв. В боевой состав флота больше не входил. 1 октября 1952 года переклассифицирован в CVA-17, а 8 августа 1953 года — в CVS-17.
Списан 1 ноября 1966 года. Отбуксирован в Сан-Диего (Калифорния). Использовался в качестве несамоходного опытового судна для испытания радиоэлектронного оборудования до ноября 1972 года. В 1973 году продан на слом. 25 июля 1973 года при буксировке на разделочную верфь столкнулся с либерийским танкером «Сидней Спиро». Разделан на металлолом в Такоме (Вашингтон).